# Big Willie Style
Albums de Will Smith
Willennium
(1999)
Singles
1. Men in Black
Sortie : 16 juin 1997
2. Just Cruisin'
Sortie : 1er décembre 1997
3. Gettin' Jiggy wit It
Sortie : 27 janvier 1998
4. Just the Two of Us
Sortie : 20 juillet 1998
5. Miami
Sortie : 23 novembre 1998

Big Willie Style est le premier album studio de Will Smith, sorti le 25 novembre 1997.
L'album s'est classé 8e au Billboard 200 et 9e au Top R&B/Hip-Hop Albums.
Il s'est écoulé à plus de 9 millions d'exemplaires aux États-Unis et à plus de 12 millions dans le monde, devenant au passage l'un des albums rap les plus vendus de tous les temps. Il a été certifié 9x platine par la Recording Industry Association of America (RIAA) le 20 juillet 2000.
Will Smith a remporté le Grammy Award de la « meilleure performance rap solo » avec le titre Men in Black en 1998, ainsi qu'un autre Grammy en 1999 dans la même catégorie pour le titre Gettin' Jiggy wit It.

## Liste des titres
| No  | Titre                                 | Auteur                                                                                   | Contient un (des) sample(s) de | Durée |
| --- | ------------------------------------- | ---------------------------------------------------------------------------------------- | --- | ----- |
| 1.  | Intro                                 |                                                                                          | | 1:51  |
| 2.  | Y'All Know                            | Andreao Heard, Will Smith                                                                | ConFunkShunIzeYa de Con Funk Shun | 3:57  |
| 3.  | Gettin' Jiggy wit It                  | Will Smith, Samuel J. Barnes, Bernard Edwards, Nile Rodgers, J. Robinson                 | He's the Greatest Dancer de Sister Sledge Sang and Dance des Bar-Kays Soul Makossa de Manu Dibango Summertime de DJ Jazzy Jeff & the Fresh Prince Love Rap de Spoonie Gee and The Treacherous Three (Nothing Serious) Just Buggin' de Whistle | 3:47  |
| 4.  | Candy (featuring Larry Blackmon)      | Will Smith, Ryan Toby, L. Blackmon, T. Jenkins                                           | Candy de Cameo | 3:56  |
| 5.  | Chasing Forever                       | Will Smith, Kenny Greene, Stevie Wonder, Nasir Jones                                     | Ribbon in the Sky de Stevie Wonder | 4:16  |
| 6.  | Keith B-Real I (Interlude)            |                                                                                          | | 1:07  |
| 7.  | Don't Say Nothin'                     | Will Smith, Ryan Toby, Keith Pelzer                                                      | I Know You Got Soul d'Eric B. & Rakim | 4:22  |
| 8.  | Miami                                 | Will Smith, Ryan Toby, Samuel J. Barnes, W. Shelby, S. Shockley, L. Sylvers III          | And the Beat Goes On des Whispers Conga de Miami Sound Machine | 3:17  |
| 9.  | Yes Yes Y'All (featuring Camp Lo)     | Will Smith, Nasir Jones, The Isley Brothers, C. Jasper, O. Scott, R. Wilson, J. Robinson | Here We Go Again des Isley Brothers Yearning for Your Love de The Gap Band Love Rap de Spoonie Gee and The Treacherous Three All Around the World de Lisa Stansfield                                                                          | 4:23  |
| 10. | I Loved You                           | Will Smith, Ryan Toby, Valvin Roane, Keith Pelzer, Joe Farrell                           | Upon This Rock de Joe Farrell | 4:12  |
| 11. | Keith B-Real II (Interlude)           |                                                                                          | | 0:30  |
| 12. | It's All Good                         | Will Smith, Jeff Townes, Carvin Haggins, B. Edwards, N. Rodgers                          | Good Times de Chic Celebration de Kool & The Gang | 4:04  |
| 13. | Just the Two of Us                    | Will Smith, Bill Withers, W. Salter, R. MacDonald                                        | Just the Two of Us de Grover Washington, Jr. et Bill Withers | 5:15  |
| 14. | Keith B-Real III (Interlude)          |                                                                                          | | 1:54  |
| 15. | Big Willie Style (featuring Left Eye) | Will Smith, Timothy Riley, Maurice White, W. L. Vaughn, W. Vaughn                        | Something Special d'Earth, Wind & Fire | 3:35  |
| 16. | Men in Black (featuring Coko)         | Will Smith, Patrice Rushen, Terry McFadden, Fred Washington                              | Forget Me Nots de Patrice Rushen | 3:47  |

| 17. | Just Cruisin' | Nasir Jones, Will Smith, Kenny Stover | I'm Back for More d'Al Johnson et Jean Carne Ease on Down the Road de Diana Ross et Michael Jackson | 3:59 |